# Sweet Tooth (série de televisão)
Sweet Tooth – em Portugal, Guloso – é uma série de televisão via streaming norte-americana de fantasia dramática desenvolvida por Jim Mickle. Ela é baseada na série de quadrinhos criada por Jeff Lemire e publicada pela marca Vertigo da DC Comics. A série estreou na Netflix em junho de 2021, com uma segunda temporada lançada em abril de 2023,  e uma terceira e última temporada anunciada no mês seguinte. A terceira temporada estreou em 6 de junho de 2024.
O desenvolvimento do programa começou em 2018 no Hulu. Em 2020, a série foi transferida para a Netflix. Sweet Tooth se passa em um mundo no qual um vírus matou a maioria da população humana, coincidindo com o surgimento de bebês híbridos que nascem com características animais. Christian Convery interpreta Gus, um ingênuo garoto de 10 anos, que é parcialmente cervo, que parte em busca de sua mãe após a morte de seu pai. A série foi aclamada pela crítica, recebendo vinte indicações em suas duas primeiras temporadas no Children's and Family Emmy Awards, com quatro vitórias.

## Premissa
Dez anos atrás, o "The Great Crumble/O Grande Esfacelamento" causou estragos no mundo e levou ao misterioso surgimento de bebês híbridos nascidos com partes humanas e partes animais. Sem saber se os híbridos são a causa ou o resultado do vírus, muitos humanos os temem e caçam. Depois de uma década vivendo com segurança em sua casa isolada na floresta, um menino-cervo híbrido protegido chamado Gus (Christian Convery) inesperadamente torna-se amigo de um solitário errante chamado Jepperd (Nonso Anozie). Juntos, eles partiram em uma aventura extraordinária pelo que restou da América em busca de respostas - sobre as origens de Gus, o passado de Jepperd e o verdadeiro significado do lar. Mas a história deles está cheia de aliados e inimigos inesperados, e Gus rapidamente descobre que o mundo exuberante e perigoso fora da floresta é mais complexo do que ele jamais poderia ter imaginado.

## Elenco

### Elenco Principal
- Christian Convery como Gus,[6] um menino abrigado e ingênuo de 10 anos meio humano, meio cervo que quer encontrar sua mãe. Tommy se refere a Gus como "Sweet Tooth/Bico Doce" devido à sua obsessão por doces.
  - Nixon Bingley e River Rain Jarvis interpretam Gus aos 7 anos e 4 anos de idade, respectivamente (convidados na 1ª temporada)
- Nonso Anozie como Tommy Jepperd,[6] um viajante e Último Homem reformado que salva Gus dos caçadores ilegais e relutantemente o acompanha em sua jornada para encontrar sua mãe. Gus se refere a ele como "Big Man/Grandão". Ele era um famoso jogador de futebol profissional antes do apocalipse.
- Adeel Akhtar como Dr. Aditya Singh,[7] um doutor que está desesperado para encontrar a cura para o vírus H5G9, também conhecido como o Flagelo, a fim de curar sua esposa infectada, Rani.
- Stefania LaVie Owen como Bear/Ursa, a líder e fundadora do Animal Army (Exército Animal) que salva os híbridos. Mais tarde, é revelado que seu nome é Rebecca "Becky" Walker.
- Dania Ramirez como Aimee Eden (1ª e 2ª temporadas),[7] uma ex-terapeuta que cria um refúgio seguro para híbridos chamado Preserve (Reserva).
- Aliza Vellani como Rani Singh (1ª e 2ª temporadas), esposa do Dra. Aditya Singh que tem o Flagelo.
- Will Forte como Pubba/Paba (1ª e 3ª temporadas),[7] o pai de Gus,[6] que o criou em uma cabana isolada no Parque Nacional de Yellowstone para protegê-lo do mundo exterior de ódio aos híbridos. Mais tarde, é revelado que seu nome é Richard Fox. Ele era zelador do Fort Smith Labs em Goss Grove, Colorado.
- James Brolin como o narrador que mais tarde é revelado como o Gus mais velho no final da última temporada[8]
- Naledi Murray como Wendy Eden (2ª e 3ª temporadas;[9][4] recorrente na 1ª temporada), a filha híbrida adotada por Aimee, que é metade suína e metade humana. Aimee frequentemente se refere a ela como "Pigtail" (Rabicó). Ela é a filha biológica dos pais adotivos de Bear.
- Neil Sandilands como General Steve Abbot (2ª temporada;[9]  recorrente na 1ª temporada), o líder dos Last Men/Últimos Homens que caça híbridos. Mais tarde, é revelado que seu primeiro nome é Douglas.
- Marlon Williams como Johnny Abbot (2ª temporada;[9] co-estrelando a 1ª temporada), irmão mais novo do General Abbot
- Yonas Kibreab como Finn Fox (2ª temporada),[9] um híbrido que é metade raposa e metade humano
- Christopher Sean Cooper Jr. como Teddy Turtle (2ª temporada),[9] um híbrido que é metade tartaruga e metade humano
- Amy Seimetz como Birdie (3ª temporada;[3] recorrente na 1ª e 2ª temporadas), uma mulher que Gus supõe ser sua mãe. Mais tarde, é revelado que seu nome é Gertrude Miller, geneticista do Fort Smith Labs antes do Grande Esfacelamento. Ela entrega Gus a Pubba para protegê-lo, pois sabia que o mundo acabaria por começar a caçar Gus e sua espécie.
- Rosalind Chao como a Sra. Helen Zhang (3ª temporada;[3] convidada da 2ª temporada), uma senhora da guerra e membro dos Três
- Kelly Marie Tran como Rosie Zhang (3ª temporada),[4] a filha de Helen e mãe de quatro híbridos meio-lobo que está perseguindo Gus
- Cara Gee como Siana (3ª temporada),[3] uma amiga de Birdie que trabalha em um posto avançado no Alasca
- Ayazhan Dalabayeva como Nuka (3ª temporada),[3] a filha de Siana que é metade humana e metade raposa do Ártico

### Elenco Recorrente
- Sarah Peirse como Dra. Gladys Bell, uma médica que está morrendo de câncer e deixa sua pesquisa sobre encontrar uma cura do Flagelo para o Dr. Singh. Mais tarde, é revelado que ela não tem câncer, mas se recusa a continuar sua pesquisa, para grande descontentamento do General Abbot.
- Mia Artemis como Tiger/Tigresa, a melhor amiga e tenente de Ursa no Exército Animal.

### Elenco de Dublagem Brasileira
A direção de dublagem foi realizada por Juliana Torres, as traduções por Paloma Nascimento e as gravações ocorreram nos estúdio Som de Vera Cruz, Rio de Janeiro.
- Enzo Dannemann – Gus "Bico Doce"
- Malta Jr. – Tommy Jepperd "Grandão"
- Vitória Crispim – Rebecca Walker "Becky"/Ursa
- Sérgio Stern – Dr. Aditya Singh
- Angélica Borges –  Aimee Eden
- Júlio Chaves – Narrador
- Luiza Cesar – Rani Sigh
- Manuela Mota – Wendy Eden "Rabicó"
- Marcelo Garcia – Paba/Richard Fox
- Arthur Salerno – Bobby
- Lina Rossana – Dra. Gladys Bell
- Márcio Dondi – General Steve Abbot
- Amanda Brigido – Tigresa
- Rebeca Joia – Birdie
- Márcia Regina – Judy

## Episódios
| Temporada | Temporada | Episódios | Episódios | Originalmente exibido | Originalmente exibido |
| Temporada | Temporada | Episódios | Episódios | Estreia da temporada  | Final da temporada    |
| --------- | --------- | --------- | --------- | --------------------- | --------------------- |
|           | 1         | 8         | 8         | 4 de junho de 2021    | 4 de junho de 2021    |
|           | 2         | 8         | 8         | 27 de abril de 2023   | 27 de abril de 2023   |
|           | 3         | 8         | 8         | 6 de junho de 2024    | 6 de junho de 2024    |

### 1.ª Temporada (2021)
| N.º na série | N.º na temp. | Título                                                          | Dirigido por | Escrito por                | Lançamento         |
| --- | ------------ | --------------------------------------------------------------- | ------------ | -------------------------- | ------------------ |
| 1 | 1            | "Out of the Deep Woods" "Saindo da Mata"                        | Jim Mickle   | Jim Mickle                 | 4 de junho de 2021 |
| O Dr. Aditya Singh vai trabalhar um dia e descobre que um vírus mortal está dominando o mundo. Ao mesmo tempo, começam a nascer crianças híbridas meio-humanas e meio-animais, sem ninguém concordar em quem veio primeiro, o vírus ou os híbridos. Enquanto isso, antes do colapso da sociedade conhecido como Grande Esfacelamento, um pai foge para o Parque Nacional de Yellowstone com seu bebê híbrido de cervo, Gus. Dr. Singh descobre que o sintoma do Flagelo é um dedo mindinho tremendo incontrolavelmente e corre para o hospital para salvar sua esposa Rani, que tem o sintoma. O pai de Gus, ao longo de muitos anos, construiu uma base segura na floresta profunda e é referido por Gus como "Paba". Paba está constantemente com medo do mundo exterior. Mas conforme Gus cresce, aumenta sua curiosidade sobre isso, e um dia ele sai da cerca para se aventurar atrás do cervo que ele acredita ser sua "mãe", apesar dos avisos de Paba sobre o mundo exterior ser perigoso e dizer a ele que sua mãe se foi. Mais tarde, um homem que afirma estar procurando por sua irmã chega até a cerca e diz a Paba que todo mundo pensa que os híbridos são os responsáveis pelo Flagelo, que ainda existe depois de 10 anos. Depois de esconder Gus, Paba mata o homem, mas também contrai o Flagelo que rapidamente o mata. Em sua frustração, Gus inicia um incêndio diurno que atrai a atenção dos caçadores que colocam uma armadilha de doces na qual Gus cai facilmente. Gus, no entanto, é rapidamente salvo por Tommy Jepperd, que Gus chama de "Grandão". Apesar de desconfiar de Grandão no início, Gus eventualmente traça um plano com um mapa e uma foto para encontrar sua mãe no Colorado e persegue Grandão para buscar a ajuda deste último em sua aventura. |              |                                                                 |              |                            |                    |
| 2 | 2            | "Sorry About All the Dead People" "Foi Mal por Todos os Mortos" | Jim Mickle   | Jim Mickle & Beth Schwartz | 4 de junho de 2021 |
| O narrador apresenta Aimee, que era terapeuta antes do Grande Esfacelamento e que se trancou em seu escritório por semanas durante a precipitação. Quando ela finalmente emerge na cidade deserta, ela é passada por uma debandada de elefantes e é inspirada a ir ao Zoológico, onde ela faz seu lar. Gus persistentemente segue Grandão e insiste que Grandão o leve para o Colorado. Grandão fica com raiva quando Gus come toda a sua comida e o seu remédio, o último dos quais Gus diz ser um doce horrível, mas Gus o leva a um Centro de Visitantes de onde ele pode sentir o cheiro de comida. No Centro, vivem um casal e seu filho humano não muito mais velho que Gus. Depois de ser reconhecido como um ex-Último Homem pela mãe através da marca em seu peito, Grandão insiste que ele só quer ficar uma noite para esperar a tempestade passar e não quer problemas. O pai também reconhece Grandão como um ex-jogador de futebol profissional. O Dr. Singh trata temporariamente o Flagelo em Rani por meio da medicina experimental fornecida pela Dra. Bell. Quando ele vai buscar uma recarga, ele descobre que a Dra. Bell quer que ele assuma o trabalho dela, pois ela está morrendo de câncer terminal. Ela anotou todas as suas descobertas em um livro, mas seu trabalho horrível vai contra tudo em que o Dr. Singh acredita. Grandão começa a pensar que a família no Centro pode ser a melhor companhia para Gus. Mas logo o Centro é atacado por Últimos Homens que Grandão mata com uma armadilha para ursos, e a família pede que Grandão e Gus saiam por medo de que sua família possa se tornar um dano colateral. Grandão e Gus continuam para a próxima cidade. Aimee descobre um bebê porco híbrido fora do Zoológico. |              |                                                                 |              |                            |                    |
| 3 | 3            | "Weird Deer S**t" "Esquisitice de Cervo"                        | Jim Mickle   | Jim Mickle & Beth Schwartz | 4 de junho de 2021 |
| Gus e Grandão continuam a pé até o mercado, onde há um trem que levará Gus ao Colorado. Grandão disfarça Gus como um humano para que eles possam colocá-lo no trem, mas enquanto compra uma passagem para ele, Gus se afasta e encontra uma jovem no Mercado que o consola quando ele entra em pânico. Dr. Singh assume o lugar da Dra. Bell e começa a trabalhar com os Últimos Homens que fornecem suprimentos para ele. Ele e Rani comparecem relutantemente a uma festa em que o anfitrião Doug está infectado. A casa onde foi a festa está pegando fogo com Doug dentro para evitar a propagação do Flagelo. Quando ele está prestes a embarcar no trem, Gus sente o cheiro do remédio de Grandão entre as caixas sendo carregadas, então eles roubam os suprimentos, mas são pegos e Gus é exposto como um híbrido. Os Últimos Homens, enquanto transportavam Grandão e Gus pela floresta, são emboscados por adolescentes vestidos como animais que matam os Últimos Homens e resgatam Gus e Grandão. A líder vestida de urso se revela como a garota do Mercado. O General Abbot é informado de que "ela foi encontrada". |              |                                                                 |              |                            |                    |
| 4 | 4            | "Secret Sauce" "O Molho Secreto"                                | Toa Fraser   | Jim Mickle & Beth Schwartz | 4 de junho de 2021 |
| Ursa instrui o grupo a atirar em Grandão, mas Gus protesta, chocando o grupo com sua habilidade de falar. Bear muda de ideia sobre matar Jepperd, para desgosto de Tigresa. Ursa apresenta Gus à sua casa em um parque temático abandonado e conta a ele como ela é a líder do Exército Animal, que jurou proteger os híbridos a todo custo. O grupo dá a Gus muitas coisas, como doces, e permite que ele dirija karts, enquanto Tigresa continua pressionando Ursa para explicar por que eles ainda não mataram Jepperd. Ursa diz que quer entender por que Gus está protegendo um caçador furtivo. O doutor continua tentando fazer remédios para sua esposa que tem a doença, mas não tem sucesso, pois ele precisa de um híbrido vivo. A vizinha intrometida do casal, Nancie, diz aos Singhs que quer realizar uma votação dos cidadãos sobre o teste obrigatório de vírus todas as semanas, preocupando o Dr. Singh, que teme que Rani seja exposta. Aimee cria o bebê híbrido "Rabicó" como se fosse seu no zoológico da cidade, vasculhando e evitando os Últimos Homens. Uma noite, Aimee teme que um intruso esteja no prédio, mas Rabicó revela que é seu amigo Bobby, um animal que pode falar, e pergunta a Aimee se eles podem ficar com ele. Ursa revela a Gus que Grandão já foi um Último Homem e feriu híbridos, mas Gus não se importa, pois ele diz que Grandão é seu amigo, argumentando que o Exército Animal também feriu pessoas. Na execução de Grandão, Ursa revela que ela não irá realizar a execução, pois machucaria Gus. Isso leva a um golpe liderado por Tigresa, que tenta prosseguir com a execução de Jepperd. Grandão e Gus escapam, com Ursa os seguindo enquanto ela abandona o Exército Animal. Nancie descobre que Rani está com o Flagelo e planeja expô-la, mas enquanto eles discutem na frente da casa dos Singhs, ela é chutada até a morte por seu cavalo. Os Singhs escondem seu corpo.                                                                                             |              |                                                                 |              |                            |                    |
| 5 | 5            | "What's in the Freezer?" "O Que Tem no Freezer?"                | Robyn Grace  | Jim Mickle & Beth Schwartz | 4 de junho de 2021 |
| O General Abbot confronta a Dra. Bell sobre ela fingir uma doença terminal e exige saber a localização de seu caderno. Ela diz a ele que o deixou com seu substituto, Dr. Singh, e que os híbridos são apenas crianças que ficarão aqui muito depois que a raça humana se for. O General Abbot manda executar a Dra. Bell. Jepperd agradece a Gus por estar de volta ao acampamento do Exército Animal e diz que o acompanhará ao Colorado. Ursa encontra Gus e Grandão e dá a eles o último endereço conhecido de Birdie. Ursa também mostra a eles um caminho para a ferrovia do trem para o Colorado, mas o caminho passa pelo Valley of Sorrows (Vale dos Lamentos/Vale das Tristezas) povoado pelas flores roxas que acompanham os Flagelos. Gus, farto de suas discussões contínuas ao longo da jornada, se aventura na ponte frágil que cruza o Vale das Tristezas. Ele cai nas flores roxas. Aimee e Rabicó continuam a construir a Reserva para híbridos, mas Rabicó está desencorajada por ela não ser tão animal quanto o resto dos híbridos. Os Últimos Homens encontram e marcam a Reserva. Enquanto inconsciente, Gus encontra Paba, que lhe diz para ser corajoso, que outros híbridos estão contando com ele e que o mundo inteiro o verá em breve. Então, no espelho onde Paba estava, ele vê o General Abbot. Paba avisa que Abbot está chegando, mas diz que Gus está pronto agora. Grandão e Ursa resgatam Gus das flores e Gus os força a parar de discutir. Os Singhs continuam a encobrir o desaparecimento de Nancie enquanto as pessoas na vizinhança declaram seu desaparecimento. Dr. Singh espera um parto híbrido para salvar Rani, que está se deteriorando, mas os Últimos Homens entregam uma nota dizendo que eles estão sem híbridos. A cidade descobre Nancie no freezer, mas Dr. Singh tenta convencê-los de que Nancie estava doente. Em seguida, Rani começa a apresentar sintomas, de modo que a cidade os prende e incendeia o prédio. Os Últimos Homens e o General Abbot salvam os Singhs. |              |                                                                 |              |                            |                    |
| 6 | 6            | "Stranger Danger on a Train" "Algo Estranho no Trem"            | Jim Mickle   | Jim Mickle & Beth Schwartz | 4 de junho de 2021 |
| Grandão, Ursa e Gus conseguem embarcar no trem em movimento para o Colorado, mas descobrem que não é um trem de passageiros. Os Singhs blefam que o Dr. Singh está trabalhando em uma cura que não está detalhada no livro, a fim de convencer o General Abbot de que ele deve poupar a vida de ambos. No trem, Grandão encontra um amigo e ex-jogador de futebol profissional chamado Jimmy "Fat Man (Gordo/Gordão)" Jacobs, com quem ele inicialmente luta para proteger Gus antes que ele o reconheça. Gus está perturbado com a perda de seu bicho de pelúcia Dog (Cão) que seu Paba fez para ele e se afasta do grupo. Aimee percebe que eles foram encontrados pelos Últimos Homens e que a Reserva não é mais segura. Enquanto procurava por Gus, Jimmy pergunta sobre a esposa de Jepperd, seu filho ainda não nascido e outros amigos que já morreram do Flagelo. Jimmy também fornece informações sobre a localização da mãe de Gus, Birdie, mas esquece de mencionar que os membros dos Últimos Homens estão a bordo do trem. Grandão salva Cão para Gus fingindo ser um Último Homem, mas acaba com seu disfarce, então Jimmy segura a porta para o grupo para que eles possam pular do trem. Jimmy então luta contra os Últimos Homens e é presumivelmente morto por seus esforços. Aimee, Wendy (também conhecida como Rabicó) e os outros híbridos da Reserva se agrupam e escapam pelos túneis com Aimee ficando para trás. Grandão, Gus e Ursa chegam ao condado de Essex, com Grandão oferecendo a Ursa que ela pode ficar com ele e Gus se ela quiser. |              |                                                                 |              |                            |                    |
| 7 | 7            | "When Pubba Met Birdie" "Quando Eles Se Conheceram"             | Toa Fraser   | Jim Mickle & Beth Schwartz | 4 de junho de 2021 |
| Um flashback de uma expedição ao Alasca revela algo descoberto nas barras de gelo que é embalado e enviado para Fort Smith Science Research, onde Paba é mostrado trabalhando como zelador. Paba um dia encontra Birdie em um bar onde revela que seu nome é Richard e pede desculpas por escutar sua conversa anterior com Judy. Birdie revela que é geneticista e está chateada porque estava trabalhando em um projeto importante, mas agora está sendo transferida para outro departamento. Birdie diz a Richard que ela encontrou um micróbio único para uma vacina que eles têm testado em ovos de galinha que pode salvar o mundo ou dar desastrosamente errado, dependendo da execução. Richard leva Birdie para casa, onde ela o convida a entrar. Eles se aproximam e quase se beijam, mas ela recebe uma ligação dizendo que os militares estão assumindo o laboratório. Richard se oferece para ajudá-la a invadir o resgate de seu projeto. Enquanto isso, no presente, Gus, Ursa e Grandão chegam ao endereço de Birdie apenas para descobrir que somente Judy, a ex-colega de trabalho de Birdie, mora lá e que Birdie saiu há 10 anos para procurar por Gus. Em um flashback, Birdie mostra a Richard o resultado inesperado de seu projeto, que é o bebê Gus. O nome "Gus" significa Genetic Unit Series. Richard distrai o pessoal militar por tempo suficiente para Birdie escapar com Gus, mas Birdie mais tarde pede a Richard para levar Gus para que ela possa retornar ao laboratório para destruir sua pesquisa. No presente, Gus examina os arquivos de Birdie e fica confuso até que Grandão finalmente diz a ele, baseado nos arquivos, que ele foi criado por cientistas em um laboratório. Gus fica arrasado por não ter pais de verdade e corre furiosamente para a floresta. |              |                                                                 |              |                            |                    |
| 8 | 8            | "Big Man" "Grandão"                                             | Jim Mickle   | Jim Mickle & Beth Schwartz | 4 de junho de 2021 |
| Flashbacks mostram que, quando o Grande Esfacelamento começou, Grandão quase abandonou seu bebê híbrido. Ele finalmente mudou de ideia, mas antes que pudesse voltar para sua esposa e filho, os Últimos Homens já os levaram. No presente, Gus encontra um avião abandonado e usa seu rádio; acreditando que está falando com a Reserva, ele inadvertidamente dá sua localização ao exército dos Últimos Homens. Aimee luta contra o General Abbot e seu exército dos Últimos Homens. Ela consegue escapar, mas os híbridos de que ela cuidava são capturados. O General Abbot captura Singh e Rani também, e força Singh a começar a trabalhar na cura do Flagelo. Grandão encontra Gus e se senta com ele; no entanto, os Últimos Homens chegam, atiram em Grandão o deixando inconsciente, e capturam Gus. Aimee chega e recupera o corpo de Grandão, leva-o de volta ao seu esconderijo e cuida dele para que recupere a saúde. É revelado que Aimee tem interceptado comunicações de rádio por meio de sinal aberto do exército dos Últimos Homens. Quando Grandão acorda, Aimee diz a ele para continuar descansando e declara que eles vão ter seus filhos de volta por qualquer meio. De volta à cabana, Ursa relembra suas memórias de infância, revelando que Rabicó era sua irmã adotiva, e também se lembra de quando sua família foi levada pelos Últimos Homens. Mais tarde, ela recebe uma comunicação de um telefone e atende, já que a pessoa na outra linha é Birdie, escondida em uma área ártica com sua pesquisa. |              |                                                                 |              |                            |                    |

### 2.ª Temporada (2023)
| N.º na série | N.º na temp. | Título                                                                | Dirigido por | Escrito por                                          | Lançamento          |
| --- | ------------ | --------------------------------------------------------------------- | ------------ | ---------------------------------------------------- | ------------------- |
| 9 | 1            | "In Captivity" "Cativeiro"                                            | Jim Mickle   | Jim Mickle                                           | 27 de abril de 2023 |
| No Ártico, Birdie explora um navio naufragado e recupera um diário. Na Reserva, o General Abbot diz ao Dr. Singh que uma nova onda de Flagelo está se espalhando, exigindo resultados do médico antes de sair para se reunir com outros líderes nos Estados Unidos. Gus e Wendy escapam temporariamente da cela e tentam usar o rádio para entrar em contato com Aimee, descobrindo o cadáver do amigo de Wendy, Roy. Depois de mentir para os outros que Roy escapou, Gus é levado ao laboratório do Dr. Singh, onde o médico descobre que Gus é mais velho que o vírus. Ao saber da visão que Gus teve de Richard a partir das flores roxas, o Dr. Singh pede a ajuda de Gus, prometendo não prejudicar os híbridos. Ao voltar para a cela, Gus descobre o boneco Cão entre os alimentos e Wendy sente o cheiro de Aimee nele. Sabendo que Jepperd estava com ele quando eles se separaram, Gus acredita que os dois estão vivos e trabalhando juntos. Enquanto isso, Becky continua sua ligação com Birdie, encontrando uma fita cassete destinada a Gus. A casa é então invadida pelos Últimos Homens, forçando Judy a detê-los, permitindo que Becky escape.                                 |              |                                                                       |              |                                                      |                     |
| 10 | 2            | "Into the Deep Woods" "Entrando na Mata"                              | Toa Fraser   | Carly Woodworth                                      | 27 de abril de 2023 |
| Jepperd e Aimee invadem a Preserve para resgatar seus filhos, mas são pegos. Antes de fugir, Jepperd deixa Dog em um dos sacos de comida. Levado ao Dr. Singh, Gus é colocado em uma sala cheia de flores roxas. Explorando suas memórias, Gus vê sinais do Fort Smith Labs e do Projeto Midnight Sun, o que leva o médico a acreditar que o laboratório criou tanto o Flagelo quanto Gus. Depois de escapar da cidade da perseguição dos Últimos Homens, Jepperd sugere ir a uma cidade para recrutar alguns Últimos Homens que ele conhecia. Enquanto os híbridos estão desanimados com o fracasso do resgate, Gus os anima falando sobre sua casa em Yellowstone, prometendo levá-los até lá quando escaparem. O Dr. Singh acredita que Gus pode ser a chave para salvar o mundo. |              |                                                                       |              |                                                      |                     |
| 11 | 3            | "Chicken or Egg?" "O Ovo ou a Galinha?"                               | Carol Banker | Oanh Ly                                              | 27 de abril de 2023 |
| Depois de saber que os aliados de Jepperd morreram, Aimee sugere entrar em contato com seus aliados, os Senhores do Ar. Enquanto isso, o Dr. Singh leva Gus em uma viagem ao Fort Smith Labs para obter respostas. Enquanto estão lá, eles são atacados por um híbrido de crocodilo chamado Peter, que Gus consegue acalmar antes de ser subjugado. Ao entrar no Laboratório do Projeto Midnight Sun com o Dr. Singh, Gus descobre por meio de uma fita que Birdie era a principal cientista do projeto. A injeção de micróbios encontrados no Ártico em galinhas levou ao nascimento de Gus. Ao deixar o laboratório com alguns suprimentos e Peter, Gus ameaça parar de ajudar o Dr. Singh se ele machucar Peter. Becky se junta a um grupo de viajantes e faz amizade com um garoto chamado Jordan, que planeja se juntar aos Últimos Homens. Becky decide se alistar com ele na esperança de encontrar seus amigos. De volta à Preserve, Johnny, irmão de Abbot, muda Rani, que está mais saudável, para um novo quarto. Gus é confrontado pelos híbridos, agora cientes da morte de Roy. Mais tarde naquela noite, os Senhores do Ar entram em contato com Aimee.                            |              |                                                                       |              |                                                      |                     |
| 12 | 4            | "Bad Man" "Homem Mau"                                                 | Robyn Grace  | Noah Griffith & Daniel Stewart & Zaike LaPorte Airey | 27 de abril de 2023 |
| Os Senhores do Ar pegam Aimee e Jepperd em Factory Town. Durante as negociações para a missão de resgate, Jepperd admite para Aimee que era um capturador híbrido dos Últimos Homens. Traída, Aimee o abandona, forçando Jepperd a persegui-los. Na Reserva, Gus é rejeitado pelos outros híbridos por ter mentido sobre Roy. O Dr. Singh consegue criar uma cura, que Abbot usa como vantagem. Durante o jantar, Abbot informa os Singhs sobre uma reunião com três outros líderes, Dutch, Voss e Helen Zhang, conhecidos coletivamente como os Três. A preocupação do Dr. Singh em encontrar uma cura preocupa Rani. Becky e Jordan se destacam no treinamento e recebem a missão de se tornarem os Últimos Homens oficiais. Ao saber da morte de Peter pelos guardas, Gus tenta fugir, mas se depara com Abbot. |              |                                                                       |              |                                                      |                     |
| 13 | 5            | "What It Takes" "O Que é Preciso"                                     | Ciaran Foy   | Bo Yeon Kim & Erika Lippoldt                         | 27 de abril de 2023 |
| Depois de ter um de seus chifres cortados pelo Abbot como demonstração de poder, Gus é consolado por Wendy e pelos outros enquanto eles fazem um plano de fuga. Depois de saber que a cura não funciona, Rani tenta convencer o marido a contar a verdade, possibilitando a fuga deles. Becky e Jordan descobrem que o local dos híbridos era uma armadilha preparada por Tiger, que eles capturam. Na reunião com os Três, Abbot lhes apresenta sua proposta: uma comunidade chamada Evergreen. Em troca de seus recursos, ele oferece a eles seus melhores homens, um lugar e a cura. Para desespero de Rani, Singh se recusa a admitir que a cura não funciona. Os híbridos conseguem escapar. Enquanto distrai os guardas, Gus se reúne com Jepperd, que foi capturado enquanto negociava sua libertação. Depois que Zhang manda matar Dutch e Voss para reivindicar todos os lugares para si, Abbot recebe um aviso dos Senhores do Ar. |              |                                                                       |              |                                                      |                     |
| 14 | 6            | "How It Started, How It's Going" "Início de Um Sonho, Deu Tudo Certo" | Toa Fraser   | Noah Griffith & Daniel Stewart                       | 27 de abril de 2023 |
| Os Senhores do Ar lançam recipientes com flores roxas na Reserva, causando pânico. Durante o ataque, Becky abandona Jordan depois de admitir que fazia parte do Exército Animal que matou o pai dele, um Último Homem. Resolvendo suas diferenças com Tiger, ela concorda em oferecer todo o apoio do exército no resgate de Gus e Wendy. Gus liberta Jepperd e os dois se reúnem com os outros híbridos, levando-os a um ônibus. Abbot ordena Johnny a levar os Singhs para Evergreen, mas os deixa ir. Aimee entra sorrateiramente na Reserva e destrói o laboratório do Dr. Singh em retaliação por ter matado Roy. Ao se reunir com Wendy, as duas se encontram com os outros no ônibus. Aimee agradece a Jepperd enquanto a gangue vai embora. Apesar dos esforços de Rani para convencer Singh a desistir de encontrar a cura, ele acredita que Gus pode ter a chave e retorna ao seu laboratório. Ao vê-lo em chamas, ele volta e descobre que Rani o abandonou. Abbot percebe tarde demais que as flores roxas eram falsas. Enquanto o grupo está dirigindo para Yellowstone, Aimee começa a mostrar sinais de que está doente.                                                           |              |                                                                       |              |                                                      |                     |
| 15 | 7            | "I'll Find You" "Vou Te Encontrar"                                    | Robyn Grace  | Oanh Ly & Carly Woodworth                            | 27 de abril de 2023 |
| Gus e Jepperd se reúnem com Becky, que entrega a fita de Birdie a Gus. Ela também conhece Wendy, mas mantém silêncio sobre o relacionamento delas. O Exército Animal promete deter Abbot. Durante um pit stop, Jepperd descobre que Aimee está doente. Embora tenha um tratamento, ela se recusa a tomá-lo, pois foi feito por Roy. Em Yellowstone, Becky cuida dos híbridos enquanto Jepperd encontra um toca-fitas para Gus. A fita revela que, depois que Birdie deixou Gus com Richard, ela foi capturada e levada à presença de sua chefe Gillian Washington, que se revela a paciente zero do Flagelo. É revelado que Gillian iniciou o Projeto Midnight Sun para dar continuidade à pesquisa que seu bisavô iniciou para acabar com o histórico familiar de doenças degenerativas musculares. Ela acredita que Gus pode ser a cura e exige que Birdie o encontre. Birdie, no entanto, foge para o Alasca, para continuar sua pesquisa e manter Gus em segurança. Abbot descobre a localização dos híbridos antes de erradicar todo o Exército Animal à custa de alguns dos Últimos Homens. Naquela noite, Tiger moribunda chega a Yellowstone para avisar a todos que Abbot está chegando. |              |                                                                       |              |                                                      |                     |
| 16 | 8            | "The Ballad of the Last Men" "A Balada dos Últimos Homens"            | Carol Banker | Jim Mickle & Bo Yeon Kim & Erika Lippoldt            | 27 de abril de 2023 |
| Com os Últimos Homens a caminho, Gus, Jepperd e Aimee montam armadilhas para se preparar para a guerra, enquanto Becky leva os outros para um lugar seguro. Johnny, desiludido, tenta impedir seu irmão, mas acaba sendo morto a tiros por ele. Wendy descobre que é irmã de Becky depois que ela a resgata. Os Últimos Homens caem nas armadilhas, mas Aimee logo é confrontada por Abbot, que ela injeta com uma seringa contendo o vírus. Gus tenta escapar com o tratamento, mas Abbot acaba o prendendo. Os gritos de Gus inesperadamente convocam uma debandada de bisões que pisoteiam Abbot até a morte. Após a batalha, Aimee morre devido ao Flagelo. Depois de sonhar com Birdie em apuros no Alasca, Gus, Jepperd, Becky e Wendy decidem ir até lá. Tendo tido uma visão semelhante, o Dr. Singh também vai para lá. Enfurecido com a notícia da erradicação dos Últimos Homens, Zhang promete cuidar das coisas antes de alimentar criaturas selvagens presas em gaiolas. |              |                                                                       |              |                                                      |                     |

### 3ª temporada (2024)
| N.º na série | N.º na temp. | Título                                                    | Dirigido por | Escrito por                                     | Lançamento         |
| --- | ------------ | --------------------------------------------------------- | ------------ | ----------------------------------------------- | ------------------ |
| 17 | 1            | "The Beginning Is also the End" "O Começo Também é o Fim" | Toa Fraser   | Noah Griffith & Daniel Stewart                  | 6 de junho de 2024 |
| No passado, o Dr. James Thacker é confrontado por sua equipe doente sobre o que ele encontrou em uma caverna no Alasca. No presente, Gus e seus amigos continuam sua jornada para o Alasca antes de parar em um cassino abandonado em busca de suprimentos. Embora as pessoas que vivem lá se recusem a deixá-los se desfazer de seus pertences, uma delas lhes informa a localização de um navio que está indo para o Canadá. No Alasca, Birdie é confrontada por um dos homens de Zhang, o que leva a uma perseguição após a qual ela é resgatada por uma entidade misteriosa. De volta a Gus e companhia, o grupo está se acomodando para passar a noite em um motel quando são confrontados pelo Dr. Singh. Enquanto isso, um grupo de híbridos de lobos selvagens começa a perseguir Gus. |              |                                                           |              |                                                 |                    |
| 18 | 2            | "Thank God I'm a Country Boy" "Garoto do Interior"        | Toa Fraser   | Zaike LaPorte Airey                             | 6 de junho de 2024 |
| Embora desconfie de Singh, Gus concorda em deixá-lo se juntar a eles depois de saber sobre suas visões de uma caverna no Alasca. Precisando de uma carona, o grupo se dirige a uma casa com um avião, onde o patriarca concorda em ajudá-los se eles ajudarem sua esposa a dar à luz. Durante esse processo, Gus e Wendy conhecem o filho do homem, Theo, que descobrem ser um híbrido, embora seu pai esteja tentando suprimir esse fato. Quando o irmão de Theo nasce híbrido, seu pai tenta cortar seus apêndices, mas é impedido pelo grupo. Depois de descobrir pôsteres de Gus sendo procurado em uma sala secreta, o grupo é forçado a fugir quando o pai os denuncia para Zhang, mas não antes de Theo lhes fornecer a van. Enquanto isso, no Alasca, Birdie acorda em uma igreja, onde conhece seu salvador: um caribu híbrido idoso que lhe pergunta sobre Gus a partir de sua foto de bebê. |              |                                                           |              |                                                 |                    |
| 19 | 3            | "The Pack" "A Matilha"                                    | Robyn Grace  | Carly Woodworth                                 | 6 de junho de 2024 |
| Em um flashback, 132 dias se passaram desde o início do "Esfacelamento", Zhang concordou em deixar sua filha Rosie voltar para casa se ela a deixasse criar seus filhos híbridos de lobo. No presente, Gus e seus amigos chegam na praia onde está o navio e descobrem que ele partiu. Ao descobrir um barco, a gangue começa a consertá-lo na esperança de navegar até o navio. Embora Jepp tente se livrar de Singh, já que o barco não é grande o suficiente para todos eles, o último se impõe, revelando que apenas ele e Gus estavam em sua visão. Por fim, Rosie rastreia o grupo, forçando Becky e Wendy a permitir a fuga de Gus, Jepperd e Singh. Bear é logo capturada depois de ferir fatalmente um dos meninos lobos, enquanto Wendy foge. Enquanto isso, Gus, Jepperd e Singh encontram o navio no meio do oceano. |              |                                                           |              |                                                 |                    |
| 20 | 4            | "Beyond the Sea" "Navio Fantasma"                         | Robyn Grace  | Kseniya Melnik & Noah Griffith & Daniel Stewart | 6 de junho de 2024 |
| Gus, Jepperd e Singh embarcam no navio, mas ficam surpresos ao encontrá-lo deserto. Ao fazer uma busca, Jepperd descobre que os passageiros haviam morrido da doença antes de trancar os três na sala da caldeira. Por ser imune à doença, Gus se voluntaria para reiniciar os motores. Gus acaba se comunicando com o abrigado imediato Darwin, onde fica sabendo pelo registro do capitão que o navio foi desligado para evitar que a doença chegasse ao Alasca. Gus decide se livrar dos doentes jogando os cadáveres e as flores roxas na água, fazendo elogios aos passageiros que morreram. Depois de terminar, Gus vai buscar Jepperd e Singh, enquanto Darwin coloca o navio na rota do Alasca antes de pular no mar ao descobrir que está doente. De volta ao continente, Zhang explica a Becky seus planos de usar Gus para reiniciar o nascimento humano. Por fim, Jordan, que havia se aliado a Zhang, engana Becky para que ela confesse a localização de Gus. Enquanto as forças de Zhang embarcam para o Alasca e Rosie acaba com o sofrimento de seu filho ferido, Wendy entra sorrateiramente no avião.                                           |              |                                                           |              |                                                 |                    |
| 21 | 5            | "The Tail-Tale Heart" "Coração Delator"                   | Ciaran Foy   | Oanh Ly & Daniel G. King                        | 6 de junho de 2024 |
| Ao chegar ao Alasca, o grupo de Gus é recebido por Siana, amiga de Birdie, e sua filha híbrida Nuka, que os levam para seu posto avançado sem saber que o grupo de Zhang chegou antes deles. No posto avançado, Gus ouve um batimento cardíaco, cuja direção segue ao longo de uma trilha de migração de renas. O grupo de Zhang invade o posto avançado exigindo a localização de Gus. Embora Jepperd tente distraí-los para permitir a fuga de Gus, Singh, convencido pelo diário de Thacker de que precisa sacrificar Gus para parar o apocalipse, revela sua localização a Zhang. Siana causa uma distração, permitindo a fuga dela e de Jepperd. Wendy resgata Becky e os dois escapam da base de Zhang. Depois de seguir uma tubulação ao longo da trilha até um beco sem saída, Gus é confrontado pelos lobinhos restantes, mas é salvo pelo homem rena. |              |                                                           |              |                                                 |                    |
| 22 | 6            | "Here, There Be Monsters" "Tem Monstros Aqui"             | Ciaran Foy   | Bo Yeon Kim & Erika Lippoldt                    | 6 de junho de 2024 |
| Guiando o homem rena ferido de volta para sua casa, Gus finalmente se reúne com Birdie, que fica chocada e feliz com o retorno de seu filho adotivo. O homem rena Munaqsriri revela a Gus que, quando Thacker chegou ao Alasca, ele fez algo em uma caverna remota que levou o Flagelo se alastrar e ao seu nascimento. Tendo visto o pior da humanidade ao longo de sua vida, Munaqsriri diz a Gus que o Flagelo é a cura para a verdadeira doença: a própria humanidade, antes de morrer em decorrência de seus ferimentos. Na estação de pesquisa de Birdie, Jepperd reúne as pessoas do posto avançado para impedir que as forças de Zhang liguem uma máquina de perfuração para levar o que havia na caverna, reunindo-se com Becky e Wendy no processo. Gus descobre a localização da caverna e ele e Birdie se preparam para sair antes que alguém comece a bater na porta. |              |                                                           |              |                                                 |                    |
| 23 | 7            | "The Road Ends Here" "O Fim da Estrada"                   | Jim Mickle   | Noah Griffith & Daniel Stewart                  | 6 de junho de 2024 |
| Jepperd chega para Gus e Birdie antes que os três saiam para encontrar a caverna. Becky, Wendy e o grupo do posto avançado se esgueiram de volta para a base para impedir que as forças de Zhang tentem carregar a máquina de perfuração. Apesar de seus esforços, a máquina é carregada e enviada para a caverna. Chegando à caverna, Gus, Jepperd e Birdie enfrentam seus obstáculos e chegam à câmara central, onde descobrem uma árvore semelhante a um chifre com seiva vermelha congelada jorrando. Birdie e Jepperd, temerosos das consequências do que aconteceria se eles coletassem a seiva, argumentam com Gus que é melhor deixar a natureza seguir seu curso, exatamente quando Zhang e suas forças chegam. No momento em que Singh se prepara para matar Gus, Birdie leva o golpe e morre nos braços de Gus. |              |                                                           |              |                                                 |                    |
| 24 | 8            | "This Is a Story" "Esta é Uma História"                   | Jim Mickle   | Jim Mickle                                      | 6 de junho de 2024 |
| Furioso com a morte de Birdie, Gus declara que Zhang e a humanidade não merecem viver. Quando Zhang ordena que Singh mate Gus novamente, ele fica furioso depois que ela invoca o nome de Rani e decide não matar Gus. Enquanto isso, Becky propositalmente leva a máquina de perfuração a capotar, matando o motorista Jordan no processo. Recusando-se a admitir a derrota, Zhang tenta matar Gus com um machado embutido na árvore, mas a seiva faz com que todos os humanos peguem a doença. Depois de ter uma conversa final com Richard devido à árvore, Gus ateia fogo à árvore, curando todos. No entanto, a caverna começa a desmoronar e Singh se sacrifica para salvar Gus, que escapa junto com Jepperd, Zhang e alguns de seus homens. Ginger, a irmã mais nova de Rosie, dá à luz um híbrido, um sinal de que a natureza concedeu o futuro aos híbridos. Recusando-se a seguir Zhang, o grupo a deixa para morrer no frio. Gus e seus amigos acabam retornando a Yellowstone, onde constroem um santuário para os híbridos. Anos depois, Gus, já idoso, conta suas histórias para uma nova geração de híbridos, que inclui os netos dele e de Wendy. |              |                                                           |              |                                                 |                    |

## Produção

### Desenvolvimento
Em 16 de novembro de 2018, foi anunciado que o serviço de streaming Hulu havia dado um pedido de episódio piloto para a adaptação em série de televisão baseada na série de quadrinhos. O piloto deveria ser escrito e dirigido por Jim Mickle, que também foi definido como produtor executivo ao lado de Robert Downey Jr., Susan Downey, Amanda Burrell e Linda Moran. As produtoras envolvidas no piloto deveriam consistir em Team Downey e Warner Bros. Television. Em 9 de abril de 2020, foi anunciado que a série havia sido movida do Hulu para a Netflix. Em 12 de maio de 2020, a Netflix deu à produção um pedido de série que consiste em oito episódios com Evan Moore ligado à série como produtor e Beth Schwartz atuando como escritora, produtora executiva e coshowrunner ao lado de Mickle. A série foi lançada em 4 de junho de 2021. Em 29 de julho de 2021, a Netflix renovou a série para uma segunda temporada de 8 episódios.
Lemire reconheceu que a série tem um tom mais leve do que a série de quadrinhos, afirmando que ele e Mickle queriam que a série trouxesse uma nova perspectiva para o gênero pós-apocalíptico após o que eles acreditavam ser uma supersaturação de ficção obscura distópica lançada desde quando os quadrinhos originais foram publicados. Em 3 de maio de 2023, a Netflix renovou a série para uma terceira e última temporada.

### Seleção de elenco
Em 12 de maio de 2020, Christian Convery, Nonso Anozie, Adeel Akhtar e Will Forte foram escalados para os papéis principais, enquanto James Brolin como narrador da série. Em 30 de julho de 2020, Dania Ramirez se juntou ao elenco principal. Em 19 de agosto de 2020, Neil Sandilands foi escalado em uma capacidade não revelada. Em 30 de setembro de 2020, Stefania LaVie Owen se juntou ao elenco em um papel principal. Em 2 de novembro de 2020, Aliza Vellani foi promovida ao elenco principal antes da estreia da série.
Em março de 2023, Naledi Murray, Neil Sandilands e Marlon Williams foram promovidos a regulares da série, enquanto Christopher Cooper Sean Jr. e Yonas Kibreab se juntaram ao elenco como regulares da segunda temporada. Em maio de 2023, foi noticiado que Rosalind Chao e Amy Seimetz haviam sido promovidas a regulares da série, enquanto Cara Gee e Ayazhan Dalabayeva foram escaladas como regulares da série para a terceira temporada. Em abril de 2024, foi anunciado que Kelly Marie Tran se juntou à terceira temporada como nova regular da série.

### Filmagens
Em julho de 2020, a Nova Zelândia concedeu à série permissão para filmar, apesar das restrições de viagens devido ao impacto da pandemia de COVID-19. Em 1º de outubro de 2020, foi relatado que a série havia retomado as filmagens após a pandemia de COVID-19 ter interrompido a produção meses antes, com as filmagens previstas para continuar até meados de dezembro de 2020. As filmagens da segunda temporada devem ocorrer na Nova Zelândia de janeiro de 2022 a maio de 2022.

## Recepção
Para a série, o agregador de resenhas Rotten Tomatoes relatou uma taxa de aprovação de 98% com base em 56 resenhas críticas, com uma classificação média de 7,95/10. O consenso crítico do site diz: "Emocionalmente envolvente, soberbamente atuado e incrivelmente divertido, Sweet Tooth irá satisfazer os fãs de fantasia de todas as idades." O Metacritic deu à série uma pontuação média ponderada de 78 em 100 com base em 18 análises críticas, indicando "análises geralmente favoráveis".
Avaliando a série para a Rolling Stone, Alan Sepinwall deu uma avaliação de 3,5/5 e disse: "Quer Gus e seus amigos estejam tendo aventuras assustadoras ou divertidas, essas partes de Sweet Tooth são cheias de vida e tão emocionantes ou tensas quanto necessário. A série pode ser um sucesso ou um fracasso, no entanto, quando se afasta de Gus." Em sua análise da série, Lucy Mangan do The Guardian deu à série 3 de 5 estrelas, dizendo "Sweet Tooth é parte fantasia, parte ficção científica, parte extravagante, parte realismo frio e muitos pontos intermediários. É calorosamente excêntrico ou histericamente louco, entretenimento perfeito ou uma tentativa horrível de transformar a pandemia em um mashup comercialmente palatável. É, sem dúvida, voltado para um público mais jovem do que adulto." Daniel D'Addario da Variety também deu a série é uma crítica positiva, escrevendo "Durante todo o tempo, a série é feita com um grau surpreendente de curiosidade sobre como seriam as mudanças na sociedade em vários tipos de comunidades e com uma imaginação fértil para arrancar. E enquanto se visualiza um mundo transformado por doença e dor, Sweet Tooth parece fundamentalmente leve e, claro, intencionalmente doce. Seu mundo dilacerado pela pandemia foi separado, com certeza, e no rastro vem a dissensão — mas também bondade e conexão. A mudança oferece a oportunidade de reimaginar em grande escala como a vida pode ser ou não ser, bem como pequenas oportunidades de se tornar o que é — de encontrar a própria humanidade, mesmo usando chifres de cervo."
Brian Tallerico, do RogerEbert.com, escreveu em sua crítica que "O brilhante Sweet Tooth da Netflix pode não ser um comentário direto sobre o que o mundo passou no ano passado, mas a presença desse eco do mundo real é inegável. Mostra sobre um vírus devastador que leva as pessoas a desconfiarem umas das outras, se esconderem, permitirem que seu medo conduza suas decisões e, por fim, formar laços inesperados. É sobre isolamento e tristeza, mas também é muito sobre as conexões imprevisíveis que podem terminar nos definindo. É uma narrativa intensa e fascinante que lembra o espírito de Amblin quase mais do que o depósito de nostalgia que é Stranger Things, o rei dos Originais da Netflix. Teria sido uma série excelente em qualquer ano, mas Sweet Tooth golpeia um acorde diferente em 2021 do que qualquer um poderia esperar." Ben Travers da IndieWire deu à série um B- e escreveu: "A narrativa eficiente da série, a construção de mundos e o trabalho dos personagens facilitam o desligamento do seu cérebro e aproveitar a aventura (isto é, se você conseguir superar o Flagelo). Desempenhos fortes também ajudam, e com tantos ingredientes essenciais funcionando sem problemas, é muito mais fácil para uma pequena série de aventura de fantasia genial cair com facilidade. Sweet Tooth pode não oferecer uma refeição completa, mas às vezes tudo que você precisa é um bom pedaço de chocolate." Samantha Nelson da Polygon elogiou a série e escreveu: "À pandemia de COVID-19 devastou algumas comunidades, enquanto outras pareciam ter negado inteiramente sua existência. Sweet Tooth combina um exame dessa desigualdade com a moral de outras excelentes histórias pós-apocalípticas, como 28 Days Later e Mad Max: Fury Road, que argumentam que a sobrevivência não é suficiente para manter as pessoas em funcionamento. Os vilões de Sweet Tooth são aqueles que se agarram a um mundo que não existe mais, enquanto os heróis tentam construir algo melhor com a ajuda de sua família encontrada. O assunto de Sweet Tooth pode parecer muito sombrio para a era atual, mas sua atualidade também fortalece a mensagem de esperança e força compartilhada do programa."
A segunda temporada tem um índice de aprovação de 86% no Rotten Tomatoes, com base em 22 avaliações de críticos, com uma classificação média de 7,2/10. O consenso dos críticos do site afirma: "Mais madura, mas ainda adequada para espectadores mais jovens, a segunda temporada de Sweet Tooth torna a sobrevivência pós-apocalíptica divertida para toda a família." No Metacritic, a segunda temporada recebeu uma pontuação de 76 com base em 7 críticos, indicando "críticas geralmente favoráveis".
A terceira temporada tem um índice de aprovação de 92% no Rotten Tomatoes, com base em 13 críticas, com uma classificação média de 7,6/10. O Metacritic atribuiu à terceira temporada uma pontuação média ponderada de 74 de 100, com base em 5 críticas, indicando "críticas geralmente favoráveis".

### Audiência
Em 20 de julho de 2021, a Netflix revelou que a série foi assistida por 60 milhões de lares desde seu lançamento em 4 de junho.

### Nomeações
A série foi indicada para o Harvey Awards de 2021 de Melhor Adaptação de História em Quadrinhos/Banda Desenhada.
| Ano  | Prêmio                             | Categoria                                                           | Nomeado(s)                                                                                      | Resultado | Ref.   |
| ---- | ---------------------------------- | ------------------------------------------------------------------- | ----------------------------------------------------------------------------------------------- | --------- | ------ |
| 2022 | 20th Visual Effects Society Awards | Excelentes Efeitos Visuais de Apoio em um Episódio Estilo Photoreal | Rob Price, Danica Tsang, Matt Bramante, Jayme Vandusen (para "Sorry About All the Dead People") | Indicado  | [ 37 ] |